# Большелукское сельское поселение
Большелукское сельское поселение — упразднённое с 12 апреля 2010 года муниципальное образование в Демянском муниципальном районе Новгородской области России.
Административным центром была деревня Большие Луки.
Территория сельского поселения расположена на юго-востоке Новгородской области, к востоку от Демянска. По территории протекает река Явонь.
Большелукское сельское поселение было образовано в соответствии с законом Новгородской области от 11 ноября 2005 года № 559-ОЗ.

## Населённые пункты
На территории сельского поселения были расположены 9 населённых пунктов (деревень):Большие Луки, Большое Опуево, Глебовщина, Заозерье, Малиновка, Малое Опуево, Малые Луки, Новое Подсосонье, Покровка.
С 12 апреля 2010 года входят в состав Песоцкого сельского поселения.